# Лозаннский трамвай
Лозаннский трамвай — исчезнувший вид общественного транспорта в швейцарском городе Лозанне, существовавший с 1896 по 1964 годы.
1 сентября 1896 года были открыты первые 4 маршрута. Длина сети в 1900 году составляла 14,3 км. В 1903 году трамвайные линии достигли района Уши. В 1910 году длина маршрутов составила 62 км. В 1930-е годы маршрутная сеть достигла наибольшей длины — 66 км, превзойдя сети Цюриха и Базеля. В 1938 году с вводом в эксплуатацию троллейбусов начался постепенный упадок лозаннского трамвая. Трамвайные линии на Уши были вскоре закрыты. В 1964 году троллейбус полностью вытеснил трамвай в Лозанне и её пригородах. 6 января 1964 года лозаннский трамвай в последний раз вышел на линию.
Планируется восстановление трамвая к 2018 году. Предполагается, что первая линия Т1 Флон — Ренан будет иметь 4 км длины и 10 остановок. В более отдалённой перспективе планируется строительство линии Т2.